# Christine Nilsson
Pour les articles homonymes, voir Nilsson.
Christine Nilsson (née Kristina Törnerhjelm) est une chanteuse d’opéra suédoise, née le 20 août 1843 à Sjöabol (à Vederslövs socken (sv)) près de Växjö (Småland) et décédée le 22 novembre 1921 à Växjö.
Sa voix était d’une pureté cristalline, souple, agile et juste dans tous les registres, s'étendant du sol2 au fa5.

## Biographie
Elle a étudié à Stockholm avec la baronne Leuhausen et Franz Berwald ; et aux Batignolles avec Clara Collinet. Elle fait ses débuts à Paris en octobre 1864 dans Violetta de La Traviata, puis dans la Reine de la Nuit dans la Flûte enchantée. En 1868, elle participe à la création de Hamlet d’Ambroise Thomas. L’année suivante, elle chante Lucie de Lammermoor au Covent Garden.
Après une tournée en Amérique, elle abandonne les rôles d’agilité pour ceux de soprano lyrique. Elle retourne à New York où elle inaugure le nouveau Metropolitan le 22 octobre 1883 dans le rôle de Marguerite de Faust.
En 1872, elle épouse Auguste Rouzaud (décédé en 1882). Elle épouse en secondes noces le comte Vallejo y Miranda, chambellan du roi d’Espagne en 1887 et prend une retraite définitive en 1891.
Sa fin de carrière est marquée par un évènement tragique, dont la cantatrice ne se remit jamais. Elle donne un concert d'adieu, gratuit le 23 septembre 1885, chantant depuis le balcon du Grand Hôtel de Stockholm, quand un mouvement de foule (plus de 30000 personnes- jusqu'à 50000) provoque la mort d'une vingtaine de personnes et une centaine de blessés.

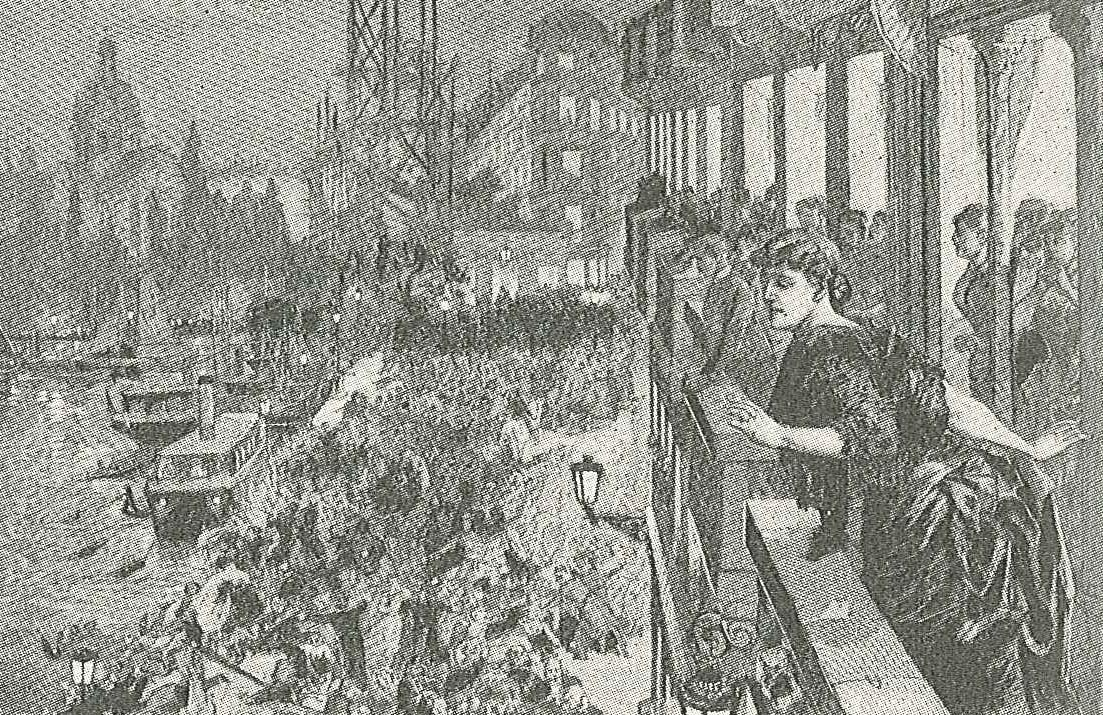
La tragédie du Grand Hôtel, le 23 septembre 1885, vue par la presse suédoise.

Elle est l’exacte contemporaine d’Adelina Patti dont elle est la grande rivale.

## Portraits peints et sculptés

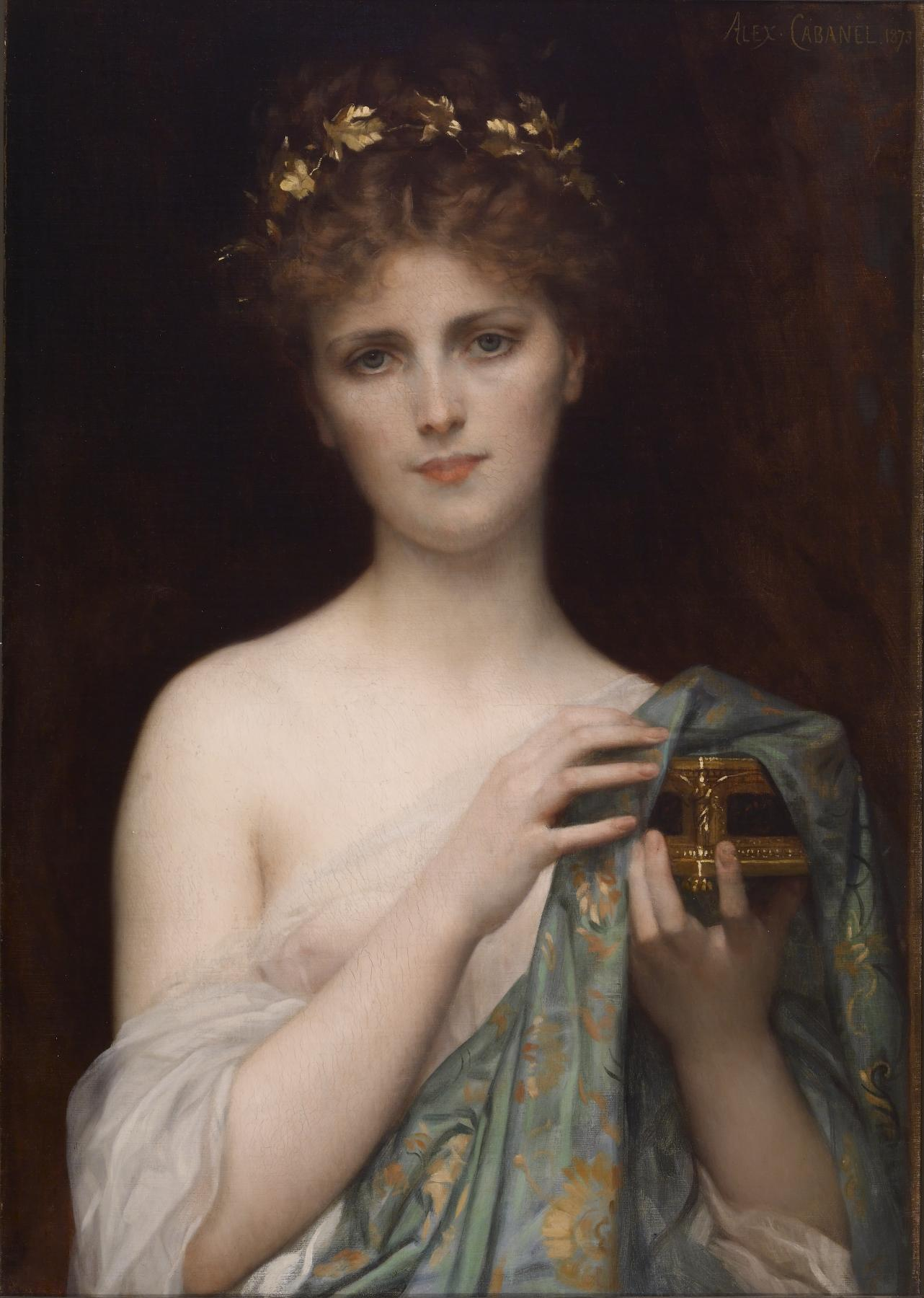
Dans le rôle de Pandora par Alexandre Cabanel - coll.Walters.
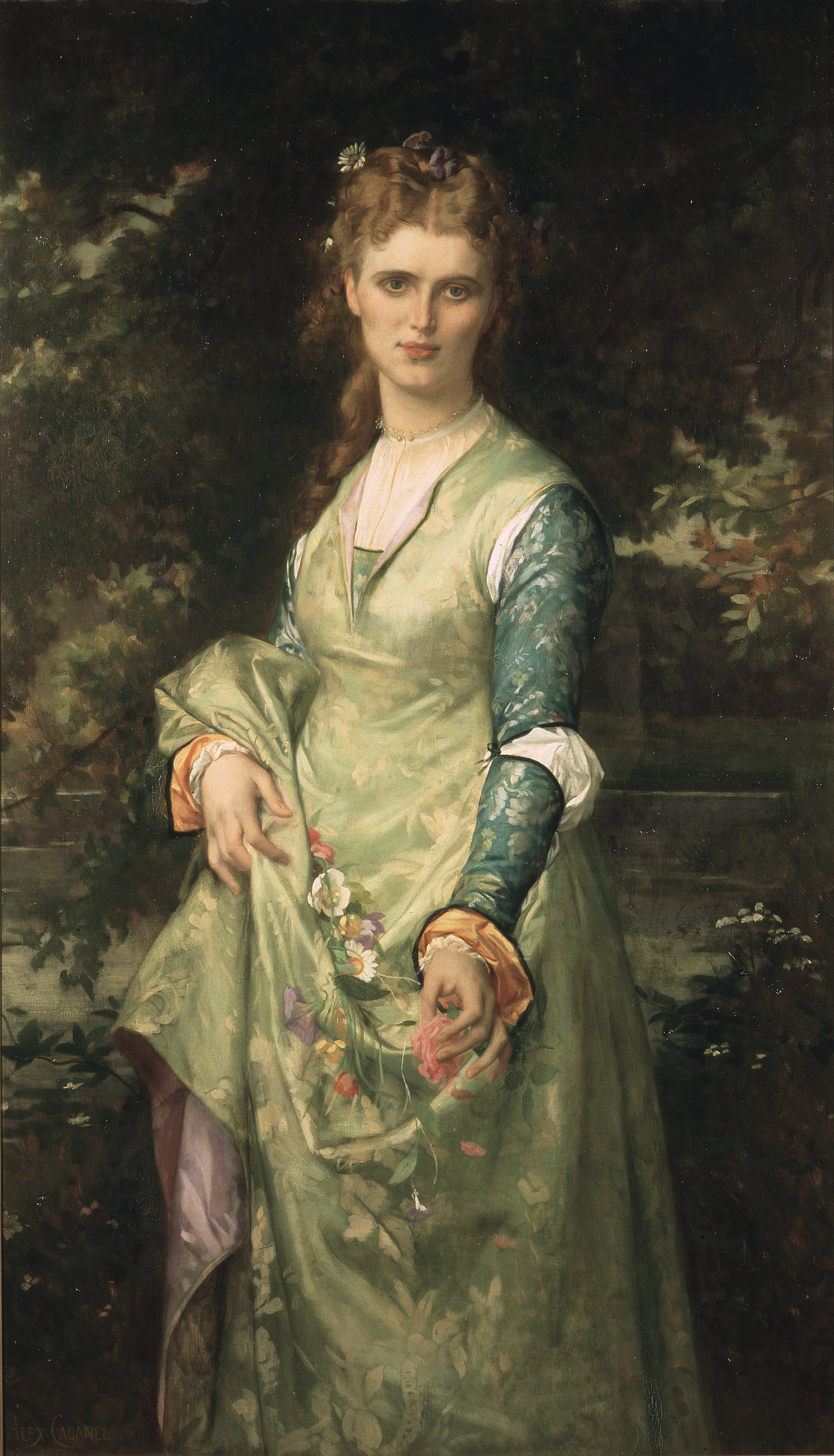
Dans le rôle d'Ophélie par Alexandre Cabanel - Nationalmuseum - Stockholm.
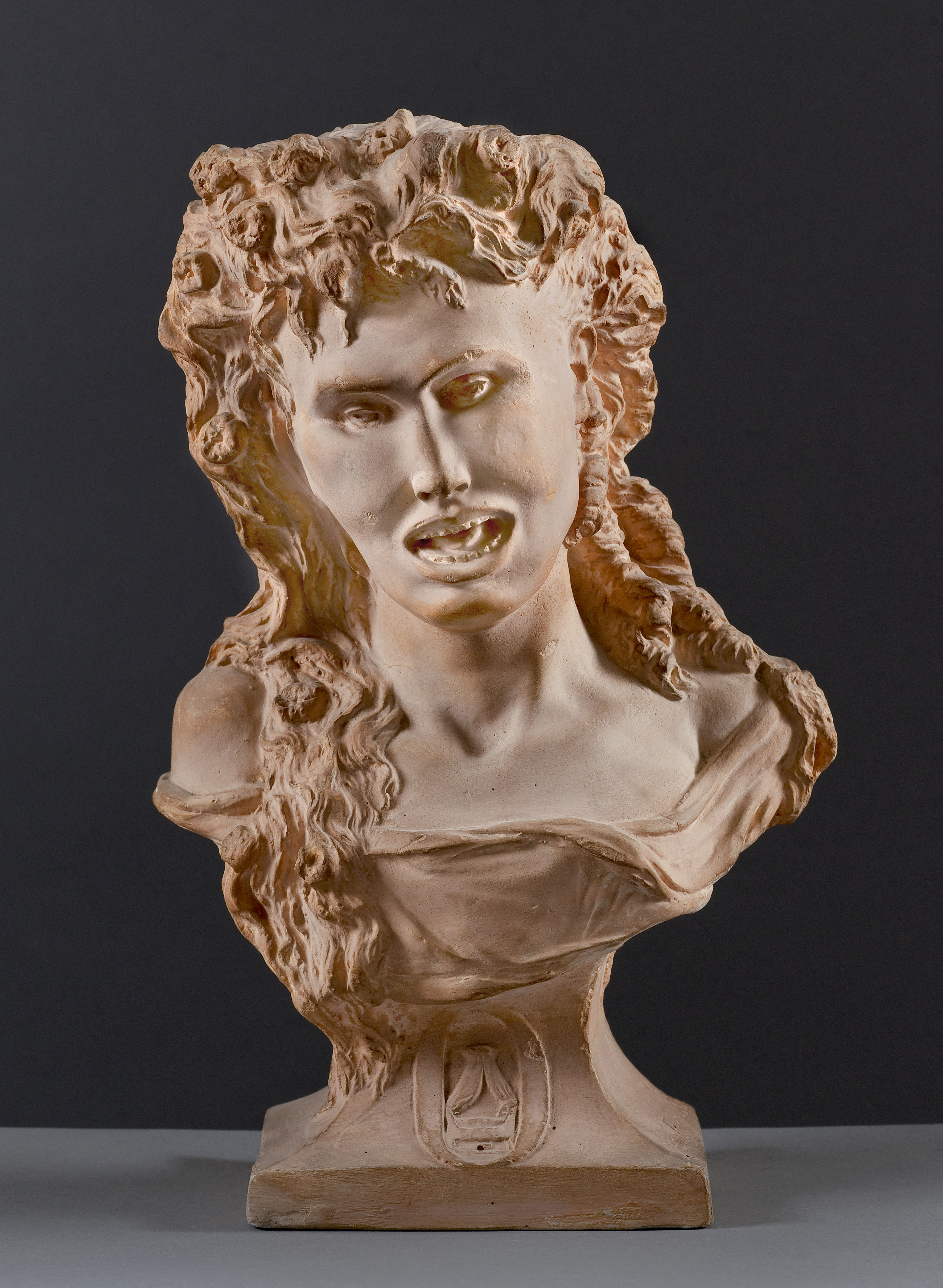
Portrait-charge de Christine Nillson, en Ophèlie de Jean-Pierre Dantan (dit Dantan jeune), musée Carnavalet Paris.
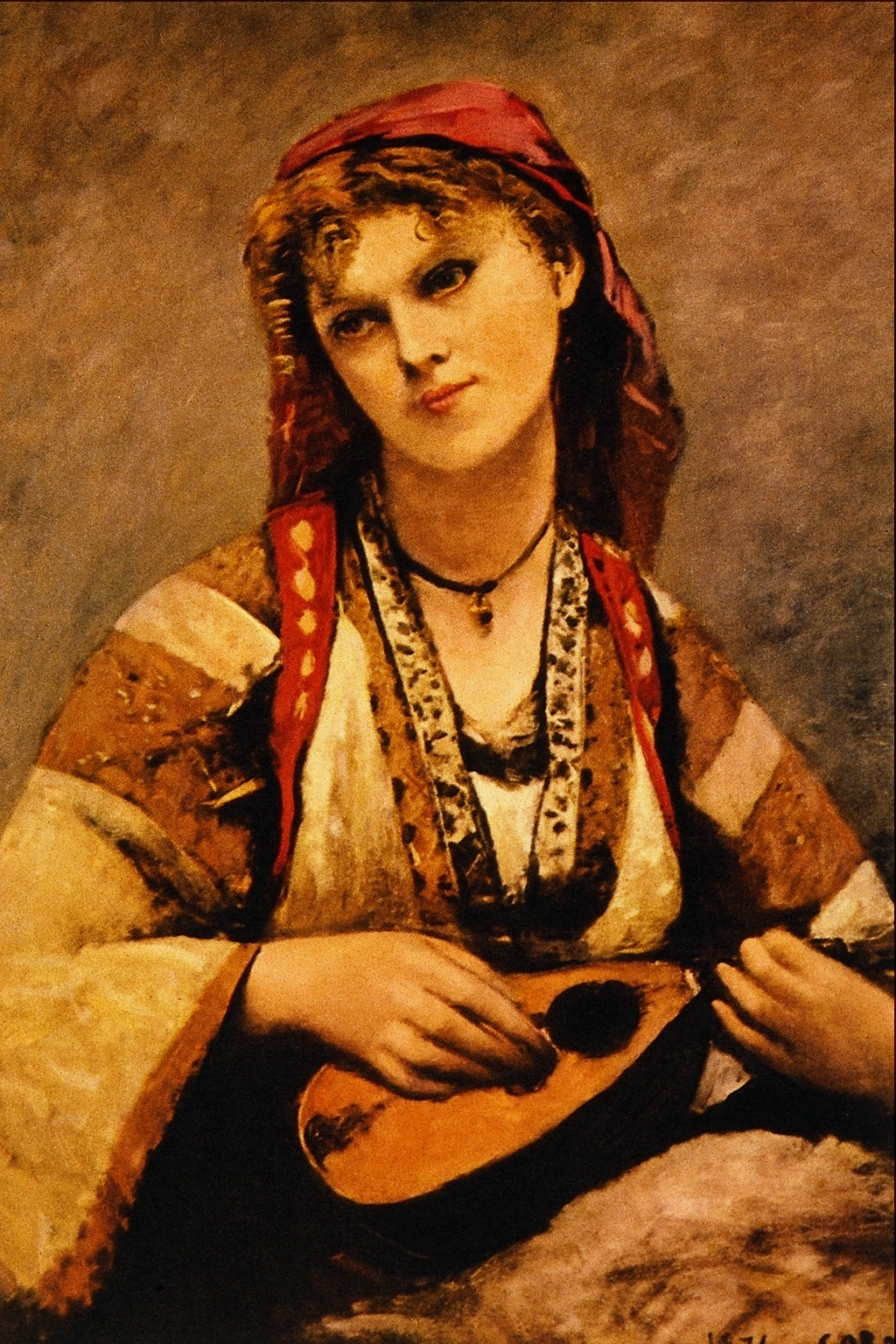
En "Bohémienne avec une mandoline" par Camille Corot, musée de Sao Paulo.
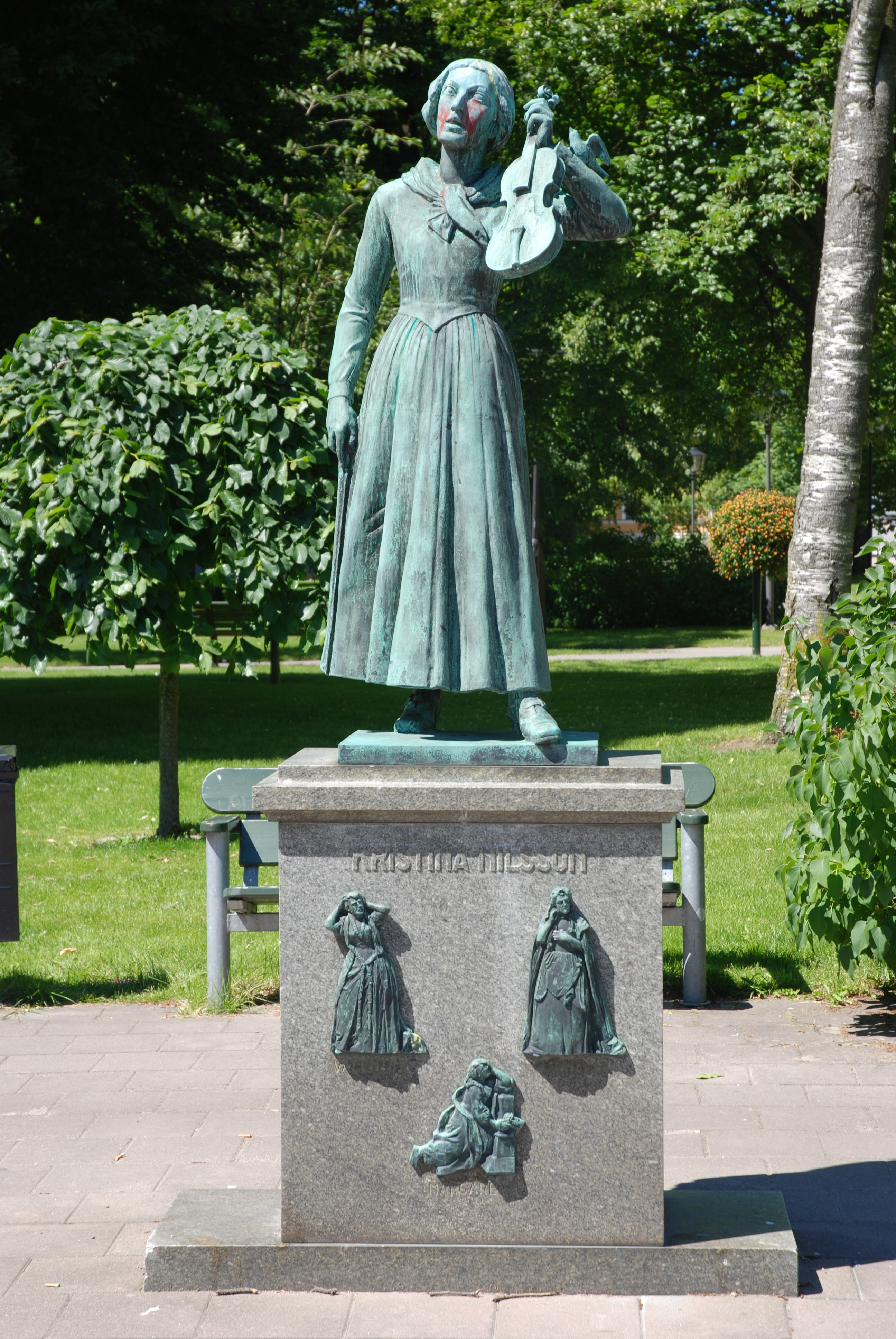
Sculpture de Christine Nilsson sur sa tombe par Carl Fagerberg.

## Dans la culture
Il existe de nombreuses similitudes entre la vie de Nilsson et le personnage de Christine Daaé, chanteuse suédoise dans le roman de Gaston Leroux Le Fantôme de l'Opéra. Leroux a transposé dans le roman son histoire familiale à Småland devenu Uppsala, sa carrière, le voyage à Paris, comment son père vient à Paris pour rechercher sa fille.
Elle est mentionnée deux fois dans Anna Karenina de Léon Tolstoï.
Elle est présente dans la nouvelle "Au temps de l'innocence" de Edith Wharton en 1920, qui est adapté au cinéma par Martin Scorcese en 1993.
En 2017, le National Museum de Stockholm, identifiait Christine Nilsson, comme source d'inspiration du personnage de Bianca Castafiore lors de l'exposition des bijoux (des diamants verts) que le Tsar de Russie lui avait offert en 1873 à St Petersbourg à l'issue de la représentation du Faust de Gounod.
En 2022, elle est incarnée dans le premier épisode de la saison 2 de la série The Gilded Age par l'actrice Sarah Joy Miller, chantant l'air de Marguerite de Faust.